# Тарн-Сірма
Тарн-Сі́рма (рос. Тарн-Сирма, чув. Тарăн Çырма) — присілок у складі Шумерлинського району Чувашії, Росія. Входить до складу Юманайського сільського поселення.
Населення — 78 осіб (2010; 106 у 2002).
Національний склад:
- чуваші — 99 %